# Hernansancho
Hernansancho è un comune spagnolo di 219 abitanti situato nella comunità autonoma di Castiglia e León.